# Грил 13
"Грил 13" је био један од ресторана Друштвено хотелско туристичко угоститељског предузећа „Слобода" у Новом Саду. Налазио се на Тргу слободе.
Радио је ту неко време све док није уместо њега отворен Макдоналдс.
Ситуацију око затварања „Грила 13" и отварања Макдоналдса описали су новосадски музичари из групе "Атеист реп" у песми „Грил 13".